# فال نیک (مجموعه تلویزیونی)
فال نیک (انگلیسی: Good Omens) یک مجموعه تلویزیونی بر اساس رمان فالِ نیک: پیشگویی‌های ظریف و دقیق اَگنِس ناتِر، ساحره اثر دو نویسندهٔ انگلیسی تری پرچت و نیل گیمن، نوشته سال ۱۹۹۰ است. این مجموعه تلویزیونی تولید مشترک بین آمازون استودیوز و بی‌بی‌سی استودیوز در شش قسمت است. این مجموعه تلویزیونی توسط داگلاس مکینون کارگردانی شده است و نویسندگی آن را نیل گیمن برعهده داشته است. شش قسمت از این مجموعه در تاریخ ۳۱ مه سال ۲۰۱۹ در سرویس ویدئویی آمازون منتشر شد و پس از آن به صورت هفتگی در بی‌بی‌سی دو پخش شد.همچنین در تابستان سال ۲۰۲۱ نیل گیمن در حساب توییتر خود با منتشر کردن یک پوستر جدید از سریال Good Omens، خبر ساخت فصل دوم را به طرفداران اعلام کرد.پس از آن فیلمبرداری Good Omens 2 در اکتبر ۲۰۲۱ در اسکاتلند شروع شد و در ۴ مارس ۲۰۲۲ به پایان رسید.طبق چیز هایی که ما میدانیم ۶ قسمت جدید در فصل دوم وجود خواهد داشت و با یک داستان متفاوت و شخصیت های تازه رو به رو خواهیم بود.انتظار میرود Good Omens Season2 در اواسط ۲۰۲۲ یا اوایل ۲۰۲۳ به صورت هفتگی و حتی یکجا(هنوز تاریخ رسمی اعلام نشده) در آمازون پرایم پخش شده است.

## بازیگران
- دیوید تننت
- مایکل شین
- آنا مکسول مارتین
- جان هم
- نینا سوسانیا
- برایان کاکس
- یوسف گیتوود
- فرانسیس مک‌دورمند
- جوسی لاورنس
- آدریا آرجونا
- درک جاکوبی
- مایکل مک‌کین
- میری انوس
- دنیل میز
- جک وایتهال
- میراندا ریچاردسون
- نیک آفرمن
- آریون باکاره
- سایان بروک

## قسمت‌ها
- ستون اول جدول مربوط به تعداد قسمت‌های کل مجموعه است.
- ستون دوم مربوط به تعداد قسمت‌های این فصل به تنهایی است.

| № | # | عنوان                          | کارگردان      | نویسنده  | تاریخ پخش  |
| - | - | ------------------------------ | ------------- | -------- | ---------- |
| ۱ | ۱ | «در آغاز»                      | داگلاس مکینون | نیل گیمن | ۳۱ مه ۲۰۱۹ |
| ۲ | ۲ | «کتاب»                         | داگلاس مکینون | نیل گیمن | ۳۱ مه ۲۰۱۹ |
| ۳ | ۳ | «دوران سخت»                    | داگلاس مکینون | نیل گیمن | ۳۱ مه ۲۰۱۹ |
| ۴ | ۴ | «شنبه صبح سرگرمی»              | داگلاس مکینون | نیل گیمن | ۳۱ مه ۲۰۱۹ |
| ۵ | ۵ | «گزینه روزمره»                 | داگلاس مکینون | نیل گیمن | ۳۱ مه ۲۰۱۹ |
| ۶ | ۶ | «آخرین روز از بقیه زندگی آنها» | داگلاس مکینون | نیل گیمن | ۳۱ مه ۲۰۱۹ |